# Inéligibilité en droit français
Pour un article plus général, voir Inéligibilité.
L'inéligibilité en droit français est une peine prononcée par un tribunal interdisant un droit civique, à savoir la possibilité d'être élu.
En dehors des condamnations, il existe d'autres cas prévus par le code électoral (par exemple un préfet ne peut se présenter dans son ressort territorial).

## Historique

### Les naturalisés français
Les personnes étrangères naturalisées françaises ont été déclarés inéligibles à plusieurs périodes de l'histoire du droit français. La loi du 3 décembre 1849 proscrit aux français naturalisés de concourir à une élection s'ils ne bénéficient d'une autorisation gouvernementale individualisée. Cette disposition est supprimée avec la loi du 29 juin 1867. Une inéligibilité de 10 ans est cependant réinstaurée avec la loi du 26 juin 1889, confirmée par la loi du 10 août 1927 et par le code de la nationalité de 1945. En 1952 lui est ajoutée une inéligibilité de 5 ans aux fonctions communales après naturalisation. En 1975 l'inéligibilité au Parlement est réduite à 5 ans. En 1978 l'inéligibilité aux fonctions communales est supprimée, et en 1983 toute forme d'inéligibilité est supprimée pour les personnes naturalisées.

### La peine d'inéligibilité
La peine d'inéligibilité est apparue en droit français en 1992.
Jusqu'en 2010, l'article L.7 du code électoral entraînait automatiquement la suppression des listes électorales de personnes condamnées à certains délits ou crimes, conduisant de facto à l'inéligibilité ; elle était alors prononcée pour cinq ans.
À la suite d'une question prioritaire de constitutionnalité (QPC), le Conseil constitutionnel déclare cet article non conforme à la constitution le 11 juin 2010, car s'opposant au principe d'individualisation des peines, inscrit dans l'article 8 de la Déclaration des droits de l'homme et du citoyen de 1789,. La déchéance des droits électoraux n'est alors plus automatique : elle doit nécessairement résulter d'une décision d'un juge, qui peut donc la prononcer pour une durée maximale de cinq ans dans le cas d'un délit, dix ans dans le cas d'un crime,.
Dans son programme pour l'élection présidentielle française de 2012, que remportera l'intéressé, François Hollande (PS) a pour 49e engagement : « Je porterai la durée d'inéligibilité des élus condamnés pour faits de corruption à dix ans. » Une mesure que réclame notamment la section française de l'ONG Transparency International. Le projet de loi relative à la transparence de la vie publique présenté par le gouvernement évoque même une peine d’inéligibilité définitive « en cas d’infraction portant atteinte à la moralité publique, comme la corruption ou le trafic d’influence, la fraude électorale ou la fraude fiscale »,. Cette dernière proposition n'est finalement pas retenue dans la loi relative à la transparence de la vie publique, qui porte la peine d'inéligibilité maximale à dix ans,.
En 2017, les lois pour la confiance dans la vie politique créent des peines complémentaires d'inéligibilité en cas de crime ou de manquement à la probité,. Dans un premier temps, l'obligation de détenir un casier judiciaire vierge a été envisagée, puis écartée au raison de risque d'inconstitutionnalité. Dans sa décision, le Conseil constitutionnel rejette les cas d'apologie ou négation de certains crimes, mais juge que le grief de la méconnaissance du principe d'individualisation des peines est cette fois écarté.
En 2024, le sujet de l'inéligibilité a beaucoup occupé l'actualité lorsque, dans le cadre du procès de l'affaire des assistants parlementaires du Front national au Parlement européen, le procureur a requis une peine de 5 ans d'inéligibilité contre Marine Le Pen. En particulier, le fait qu'il soit requis une exécution provisoire a fortement agité les mondes politique, judiciaire, médiatique, universitaire, ses soutiens parlant de « procès politique » et de « gouvernement des juges » quand d’autres rappellent l’indépendance de la justice et la gravité des faits qui lui sont reprochés[réf. nécessaire]. Reconnue coupable le 31 mars 2025, Marine Le Pen est condamnée, en plus de peines de prison et d’amende, à 5 ans d’inéligibilité avec exécution provisoire, ce qui la privera probablement de la capacité de se présenter lors des élections présidentielles de 2027. 
Concomitamment, dans une autre affaire, un élu condamné à une peine d'inéligibilité avec exécution provisoire tente de faire valoir devant le Conseil constitutionnel au travers d'une question prioritaire de constitutionnalité que les conséquences de cette exécution provisoire de la peine d'inéligibilité est contraire au principe constitutionnel de droit d'éligibilité alors que la sanction n'est pas encore devenue définitive. Le Conseil d’État a accepté de transmettre la QPC au Conseil constitutionnel le 27 décembre 2024. La QPC, examinée par le Conseil constitutionnel à partir du 3 janvier 2025,  porte toutefois de la constitutionnalité de dispositions du code électoral — les articles L. 230 et L. 236 sur la base desquels l'élu mahorais a été déclaré démissionnaire d'office par le préfet — et non sur l'exécution provisoire en elle-même.

## Application
Afin de renforcer l'exigence de probité et d'exemplarité des élus, des peines d'inéligibilité sont régulièrement prononcées à leur encontre, (171 condamnations en 2016, 9 125 en 2022). On peut citer :
- Henri Emmanuelli, en 1996, 2 ans d'inéligibilité dans le cadre de sa condamnation pour recel de trafic d'influence dans l'affaire Urba des financements occultes du Parti socialiste ; Henri Emmanuelli a été réélu député dans les Landes en 2000[23].
- Alain Carignon, en 1996, 5 ans d'inéligibilité dans le cadre de sa condamnation pour corruption dans l'affaire du Dauphiné Libéré[24].
- Jean-Marie Le Pen, à plusieurs reprises : en 1997, 3 ans d'inéligibilité lors d'une condamnation pour négationnisme[25] ; en 1998, un an d'inéligibilité pour avoir bousculé une conseillère régionale d'Île-de-France[23] ; en 2011, 10 ans d'inéligibilité pour propos incitant à la haine raciale envers les musulmans ; certaines de ces peines ont été atténuées ou annulées en appel[25].
- Catherine Mégret, en novembre 2000, 2 ans d'inéligibilité dans le cadre de sa condamnation pour avoir été co-auteure de la délibération réservant l'octroi d'une allocation de naissance aux familles dont l'un des parents était français ou ressortissant de l'Union européenne[26].
- Alain Juppé, en 2004, un an d'inéligibilité dans le cadre de sa condamnation en appel pour prise illégale d'intérêts dans l'affaire des emplois fictifs de la mairie de Paris ; Alain Juppé a été réélu maire de Bordeaux en 2006[23].
- Michel Gillibert, en juillet 2004, 5 ans d'inéligibilité dans le cadre de sa condamnation par la Cour de justice de la République pour escroquerie[27].
- Charles Pasqua, en janvier 2013, 2 ans d'inéligibilité dans le cadre de sa condamnation dans l'affaire de la fondation Hamon[28] ; ce jugement n'a jamais été définitif, Charles Pasqua étant décédé avant que la décision en appel ne soit rendue.
- Jean Tiberi, en 2013, 3 ans d'inéligibilité dans le cadre de sa condamnation en appel pour fraude électorale ; peine confirmée en cassation en 2015[23].
- Yamina Benguigui, en 2016, un an d'inéligibilité dans le cadre de sa condamnation en appel pour déclaration de patrimoine incomplète à trois reprises[23].
- Sylvie Andrieux, en 2017, 5 ans d'inéligibilité dans le cadre de sa condamnation pour détournement de fonds publics ; le jugement d'appel n'a pas allégé cette partie de la condamnation[25].
- Serge Dassault, en 2017, 5 ans d'inéligibilité dans le cadre de sa condamnation pour blanchiment[23].
- Thomas Thévenoud, en 2017, 3 ans d'inéligibilité dans le cadre de sa condamnation en appel pour ne pas avoir déclaré ses revenus ; l'accusé avait plaidé la phobie administrative[23].
- Jérôme Cahuzac, en 2018, dans le cadre de sa condamnation pour fraude fiscale et blanchiment d'argent dans l'affaire de son compte bancaire caché à l'étranger ; les effets de la peine ont pris fin en 2023[25].
- Léon Bertrand, en 2018, 3 ans d'inéligibilité dans le cadre de sa condamnation en cassation pour corruption passive et favoritisme[23].
- Bernard Tapie, à plusieurs reprises : en 1995, 3 ans d'inéligibilité dans le cadre de sa condamnation pour complicité de corruption et subornation de témoins dans le cadre de l'affaire du match de football truqué OM-Valenciennes[24] ; en 2020, 5 ans d'inéligibilité dans le cadre de sa condamnation dans l'affaire de l'arbitrage Crédit Lyonnais[25].
- Nicolas Sarkozy, en 2020, 3 ans d'inéligibilité dans le cadre de sa condamnation dans l'affaire des écoutes de l'Élysée ; peine confirmée en appel, ayant fait l'objet d'un pourvoi en cassation[25] ; la cour de cassation a confirmé la condamnation le 18 décembre 2024, décision que l'ancien président indique souhaiter porter devant la Cour européenne des droits de l'homme[29].
- Patrick Balkany, en 2019, 10 ans d'inéligibilité dans le cadre de sa condamnation pour fraude fiscale[24]. Patrick Balkany a toutefois annoncé le 25 octobre 2024 vouloir demander aux juges de « relever sa peine d'inéligibilité »[30].
- Isabelle Balkany, 10 ans d'inéligibilité dans le même cadre de son mari[24] ; la peine a été allégée en 2021[25].
- François Fillon, en 2020, 10 ans d'inéligibilité dans le cadre de sa condamnation pour détournement de fonds publics dans l'affaire des emplois fictifs de son épouse et de ses enfants ; le jugement d'appel n'a pas allégé cette partie de la condamnation[25] ; cette sanction pourra néanmoins être revue lors d'une nouvelle audience en avril 2025[31].
- Penelope Fillon, en 2020, 3 ans d'inéligibilité dans le cadre de sa condamnation pour détournement de fonds publics dans l'affaire des emplois fictifs la concernant ; cette sanction pourra néanmoins être revue lors d'une nouvelle audience en avril 2025[31].
- Georges Tron, en décembre 2021, 6 ans d'inéligibilité dans le cadre de sa condamnation en appel pour viol et agressions sexuelles ; le pourvoi en cassation a été rejeté[32].
- Philippe Martin, en janvier 2022, 3 ans d'inéligibilité dans le cadre de sa condamnation dans une affaire d'emploi fictif[33].
- Alfred Marie-Jeanne, en avril 2022, 2 ans d'inéligibilité (sans exécution provisoire) dans le cadre de sa condamnation pour avoir omis de déclarer une partie de son patrimoine[34].
- Alain Griset, en janvier 2023, 3 ans d'inéligibilité avec sursis dans le cadre de sa condamnation en appel pour déclaration incomplète ou mensongère de son patrimoine[35].
- Pierre Ménès, en avril 2023, un an d'inéligibilité dans le cadre de sa condamnation pour agression sexuelle ; Pierre Ménès s'est réservé la possibilité de faire appel[36].
- Michel Mercier, en février 2024, 2 ans d'inéligibilité avec sursis dans le cadre de sa condamnation pour détournement de fonds publics dans le cadre de l'affaire des assistants d'eurodéputés du Modem[37].
- Jean-Noël Guérini, en mars 2024, 5 ans d'inéligibilité dans le cadre de sa condamnation en cassation pour abus de confiance, trafic d'influence passif et blanchiment dans le cadre d'une affaire de marchés truqués ; la cour de cassation confirme la peine prononcée en appel en mars 2022[réf. souhaitée].
- Xavier Darcos, en avril 2024, 3 ans d'inéligibilité dans le cadre de sa condamnation pour prise illégale d'intérêts ; Xavier Darcos reste néanmoins président de l'Institut de France[38].
- Gaston Flosse, en avril 2024, 5 ans d'inéligibilité dans le cadre de sa condamnation en appel pour inscription indue sur une liste électorale par déclaration frauduleuse dans le cadre de l'affaire du faux bail ; sa compagne Pascale Haiti écope dans la même affaire de 3 ans d'inéligibilité ; l'appel a confirmé la peine d'inéligibilité prononcée en première instance en 2022 ; un pourvoi en cassation est annoncé[39].
- Hubert Falco, en mai 2024, 5 ans d'inéligibilité dans le cadre de sa condamnation en appel pour manquement à sa probité d'élu[40] ; la demande de pourvoi en cassation formulée par Hubert Falco l'a amené à être débouté[41].
- Stéphane Ravier, en mai 2024, un an d'inéligibilité (sans exécution immédiate) dans le cadre de sa condamnation pour avoir embauché son fils à la mairie de Marseille ; Stéphane Ravier a prévu de faire appel[42].
- Jean-Paul Huchon, en juin 2024 : un an d'inéligibilité dans le cadre d'une autre condamnation pour prise illégale d'intérêts[43] ; en novembre 2008, le jugement d'appel avait supprimé la peine complémentaire d'inéligibilité[44] mais confirme les autres condamnations prononcées en février 2007 dans le cadre de sa condamnation pour prise illégale d'intérêts[45].
- Annick Girardin, en septembre 2024, déclarée inéligible pendant un an par le Conseil constitutionnel pour manquement dans ses comptes de campagne[46].
- Jean-Christophe Cambadélis, en septembre 2024, 5 ans d'inéligibilité dans le cadre de sa condamnation pour détournement de frais de mandat ; son avocat se réserve la possibilité de faire appel[47].
- Marine Le Pen, en mars 2025, 5 ans d'inéligibilité avec exécution provisoire dans le cadre de sa condamnation pour détournement de fonds publics dans l'affaire des assistants parlementaires du Front national au Parlement européen[17] ; Marine Le Pen, qui avait annoncé cette intention dès les réquisitions en novembre 2024[17], fait appel de la décision[48].
- Louis Aliot, en mars 2025, 3 ans d'inéligibilité sans exécution provisoire dans l'affaire des assistants parlementaires du Front national au Parlement européen ; il annonce faire appel de la décision[49].

## Fonctionnement
L'inéligibilité peut être une conséquence d'une interdiction des droits civiques, civils et de famille.
L'inéligibilité peut être prononcée comme peine complémentaire pour une durée de dix ans au plus à l'encontre d'une personne exerçant une fonction de membre du Gouvernement ou un mandat électif public au moment des faits pour des manquements au devoir de probité, corruption active, trafic d'influence.
Le prononcé de la peine complémentaire d'inéligibilité est obligatoire à l'encontre de toute personne coupable  d'un crime ou de certains délits : 
- violences,
- agression sexuelle,
- harcèlement,
- discriminations,
- escroquerie,
- terrorisme,
- concussion,
- faux,
- fraude électorale,
- fraude fiscale en bande organisée,
- atteintes à la transparence des marchés (Délit d'initié),
- abus de biens sociaux
- financement illégal de parti politique
- manquement à la déclaration d'intérêt
- association de malfaiteurs lorsqu'il a pour objet un crime ou un délit mentionné ci-dessus.

Toutefois, la juridiction peut, par une décision spécialement motivée, décider de ne pas prononcer la peine prévue par le présent article, en considération des circonstances de l'infraction et de la personnalité de son auteur.
En cas de fraude électorale, peut être prononcée une peine d'inéligibilité pouvant aller jusqu'à trois ans,.